# アレク・ミルズ
アレク・トーマス・ミルズ（Alec Thomas Mills, 1991年11月30日 - ）は、アメリカ合衆国テネシー州モンゴメリー郡クラークスビル出身のプロ野球選手（投手）。右投右打。現在はフリーエージェント。

## 経歴

### プロ入りとロイヤルズ時代

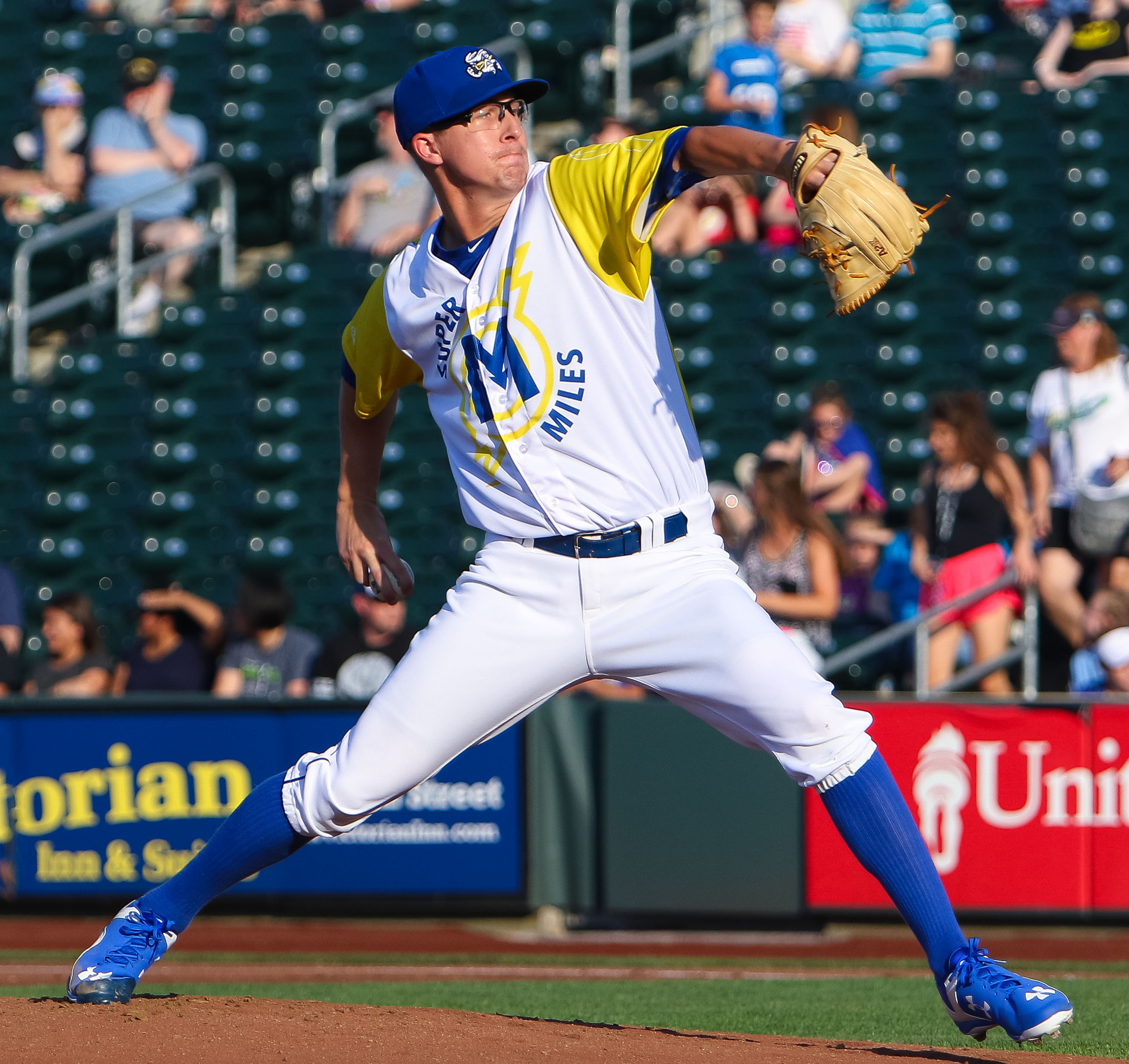
AAA級オマハ・ストームチェイサーズ時代
（2016年6月24日）

2012年のMLBドラフト22巡目（全体673位）でカンザスシティ・ロイヤルズから指名され、プロ入り。契約後、傘下のパイオニアリーグのルーキー級アイダホフォールズ・チュカーズでプロデビュー。17試合（先発7試合）に登板して1勝4敗3セーブ、防御率4.62、50奪三振を記録した。
2013年はA級レキシントン・レジェンズでプレーし、18試合（先発3試合）に登板して2勝3敗6セーブ、防御率1.59、47奪三振を記録した。
2014年はルーキー級アイダホフォールズとA級レキシントンでプレーし、2球団合計で14試合（先発13試合）に登板して4勝3敗、防御率2.35、47奪三振を記録した。
2015年はA+級ウィルミントン・ブルーロックスでプレーし、21試合に先発登板して7勝7敗、防御率3.02、111奪三振を記録した。オフの11月20日にルール・ファイブ・ドラフトでの流出を防ぐために40人枠入りした。
2016年はAA級ノースウエストアーカンソー・ナチュラルズで開幕を迎えた。AAA級オマハ・ストームチェイサーズを経て5月18日にメジャー昇格し、同日のボストン・レッドソックス戦でメジャーデビュー。この年メジャーでは3試合に登板して防御率13.50、4奪三振を記録した。
2017年2月8日にDFAとなった。

### カブス時代
2017年2月8日にドニー・デウィースとのトレードで、シカゴ・カブスへ移籍した。この年はメジャーでの登板は無く、傘下のルーキー級アリゾナリーグ・カブス、A+級マートルビーチ・ペリカンズ、AAA級アイオワ・カブスでプレーし、7試合に先発登板して2勝1敗、防御率2.57、20奪三振を記録した。オフにはアリゾナ・フォールリーグに参加し、メサ・ソーラーソックスに所属した。
2018年は7試合（先発2試合）に登板して0勝1敗、防御率4.00、23奪三振を記録した。
2019年は9試合に登板し、うち4試合で先発登板した。9月16日のシンシナティ・レッズ戦で救援登板し、メジャー初勝利を記録した。
2020年は先発ローテーションに定着し、9月13日のミルウォーキー・ブルワーズ戦では史上242人目、305度目となるノーヒットノーランを達成した。カブスでは2016年のジェイク・アリエータが達成して以来16度目で、わずか先発15度目での達成であった。9月14日にはプレイヤー・オブ・ザ・ウィークに選出された。この年は11試合に先発登板して5勝5敗、防御率4.48、46奪三振を記録した。
2021年は32試合（先発20試合）に登板して6勝7敗1セーブ、防御率5.07、87奪三振を記録した。
2022年は7試合（先発2試合）に登板して0勝1敗、防御率9.68、11奪三振と不振だった。オフの11月10日にFAとなった。

### レッズ傘下時代
2023年5月18日にレッズとマイナー契約を結んだ。

## 選手としての特徴
193cmの長身から繰り出す速球は最速94.9mph（約152.7km/h）を計測し、チェンジアップを武器としている。

## 詳細情報

### 年度別投手成績
| 年 度    | 球 団    | 登 板 | 先 発 | 完 投 | 完 封 | 無 四 球 | 勝 利 | 敗 戦 | セ 丨 ブ | ホ 丨 ル ド | 勝 率 | 打 者 | 投 球 回 | 被 安 打 | 被 本 塁 打 | 与 四 球 | 敬 遠 | 与 死 球 | 奪 三 振 | 暴 投 | ボ 丨 ク | 失 点 | 自 責 点 | 防 御 率 | W H I P |
| -------- | -------- | ----- | ----- | ----- | ----- | -------- | ----- | ----- | -------- | ----------- | ----- | ----- | -------- | -------- | ----------- | -------- | ----- | -------- | -------- | ----- | -------- | ----- | -------- | -------- | ------- |
| 2016     | KC       | 3     | 0     | 0     | 0     | 0        | 0     | 0     | 0        | 0           | ----  | 19    | 3.1      | 3        | 0           | 5        | 0     | 1        | 3        | 0     | 0        | 5     | 5        | 13.50    | 2.40    |
| 2018     | CHC      | 7     | 2     | 0     | 0     | 0        | 0     | 1     | 0        | 0           | .000  | 71    | 18.0     | 11       | 1           | 7        | 0     | 0        | 23       | 1     | 0        | 8     | 8        | 4.00     | 1.00    |
| 2019     | CHC      | 9     | 4     | 0     | 0     | 0        | 1     | 0     | 1        | 0           | 1.000 | 152   | 36.0     | 31       | 5           | 11       | 0     | 7        | 42       | 0     | 0        | 11    | 11       | 2.75     | 1.17    |
| 2020     | CHC      | 11    | 11    | 1     | 1     | 0        | 5     | 5     | 0        | 0           | .500  | 252   | 62.1     | 53       | 13          | 19       | 0     | 2        | 46       | 0     | 1        | 31    | 31       | 4.48     | 1.16    |
| 2021     | CHC      | 32    | 20    | 0     | 0     | 0        | 6     | 7     | 1        | 0           | .462  | 517   | 119.0    | 137      | 16          | 34       | 2     | 7        | 87       | 4     | 0        | 75    | 67       | 5.07     | 1.44    |
| 2022     | CHC      | 7     | 2     | 0     | 0     | 0        | 0     | 1     | 0        | 0           | .000  | 84    | 17.2     | 28       | 7           | 3        | 1     | 3        | 11       | 0     | 0        | 20    | 19       | 9.68     | 1.75    |
| 2023     | CIN      | 1     | 0     | 0     | 0     | 0        | 0     | 0     | 0        | 0           | ----  | 10    | 1.0      | 4        | 1           | 1        | 0     | 1        | 0        | 1     | 0        | 5     | 2        | 18.00    | 5.00    |
| MLB：7年 | MLB：7年 | 70    | 39    | 1     | 1     | 0        | 12    | 14    | 2        | 0           | .462  | 1105  | 257.1    | 267      | 43          | 80       | 3     | 21       | 213      | 6     | 1        | 155   | 143      | 5.00     | 1.35    |

- 2023年度シーズン終了時

### 年度別守備成績
| 年 度 | 球 団 | 投手（P） | 投手（P） | 投手（P） | 投手（P） | 投手（P） | 投手（P） |
| 年 度 | 球 団 | 試 合     | 刺 殺     | 補 殺     | 失 策     | 併 殺     | 守 備 率  |
| ----- | ----- | --------- | --------- | --------- | --------- | --------- | --------- |
| 2016  | KC    | 3         | 1         | 1         | 0         | 0         | 1.000     |
| 2018  | CHC   | 7         | 1         | 0         | 0         | 0         | 1.000     |
| 2019  | CHC   | 9         | 1         | 3         | 0         | 0         | 1.000     |
| 2020  | CHC   | 11        | 4         | 12        | 0         | 1         | 1.000     |
| 2021  | CHC   | 32        | 9         | 13        | 1         | 2         | .957      |
| 2022  | CHC   | 7         | 1         | 1         | 0         | 0         | 1.000     |
| 2023  | CIN   | 1         | 0         | 0         | 0         | 0         | ----      |
| MLB   | MLB   | 70        | 17        | 30        | 1         | 3         | .979      |

- 2023年度シーズン終了時

### 表彰
- プレイヤー・オブ・ザ・ウィーク：1回（2020年9月7日 - 13日）

### 記録
MLB
- ノーヒットノーラン：1回（2020年9月13日、対ミルウォーキー・ブルワーズ戦）

### 背番号
- 63（2016年）
- 24（2018年）
- 30（2019年 - 2022年）